# Archanara cannae
Archanara cannae är en fjärilsart som beskrevs av Ferdinand Ochsenheimer 1816. Archanara cannae ingår i släktet Archanara och familjen nattflyn. Inga underarter finns listade i Catalogue of Life.